# Аподака
Апода̀ка (на испански: Apodaca) е град в щата Нуево Леон, Мексико. Аподака е с население от 523 370 души (по данни от 2010 г.), което го прави четвъртият по население град в щата. Има обща площ от 183,5 км² и се намира на 405 метра надморска височина. Основан е през 1585 г.